# Primer Corte de la Miel

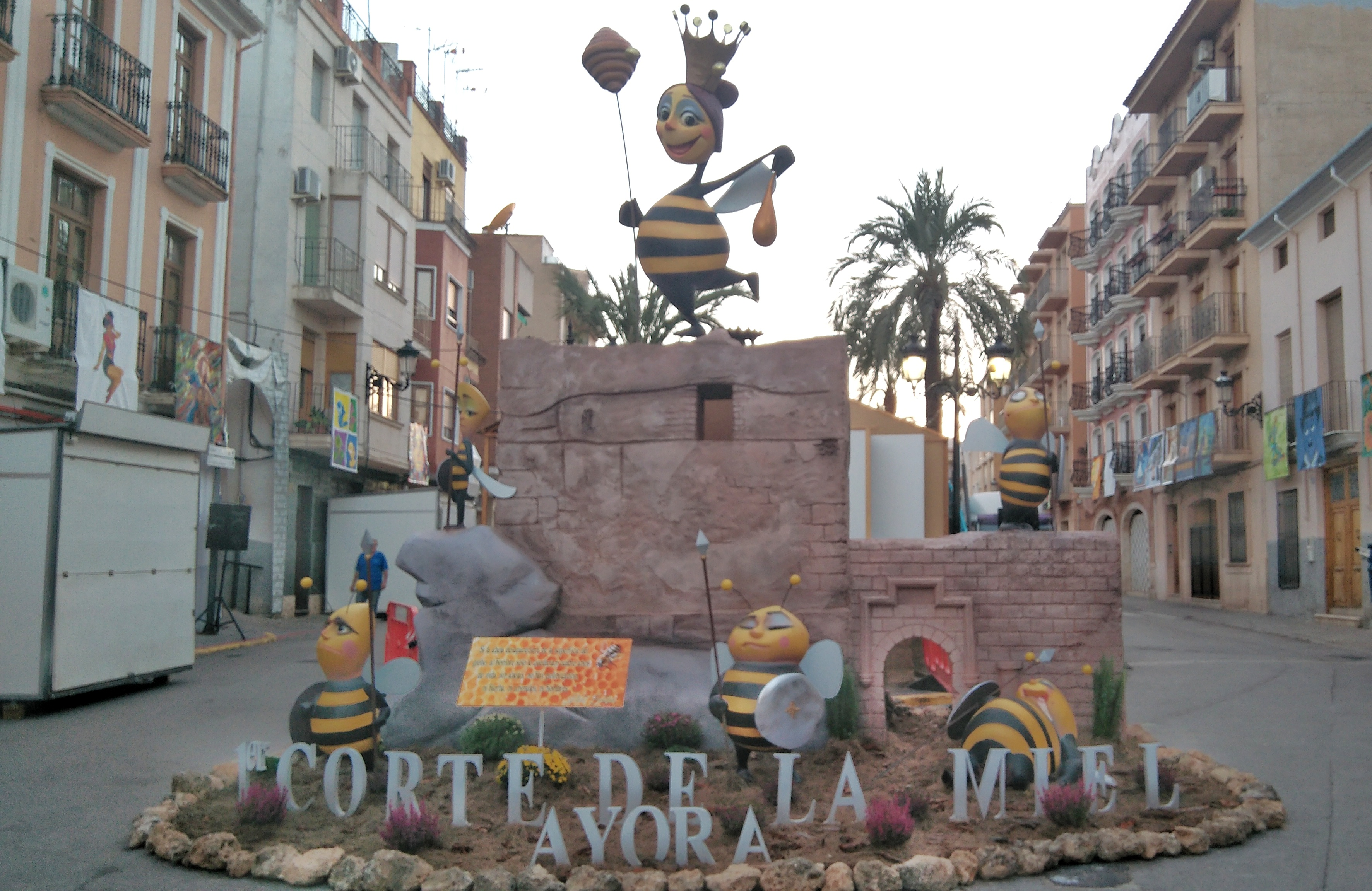
Falla de la XVI edición

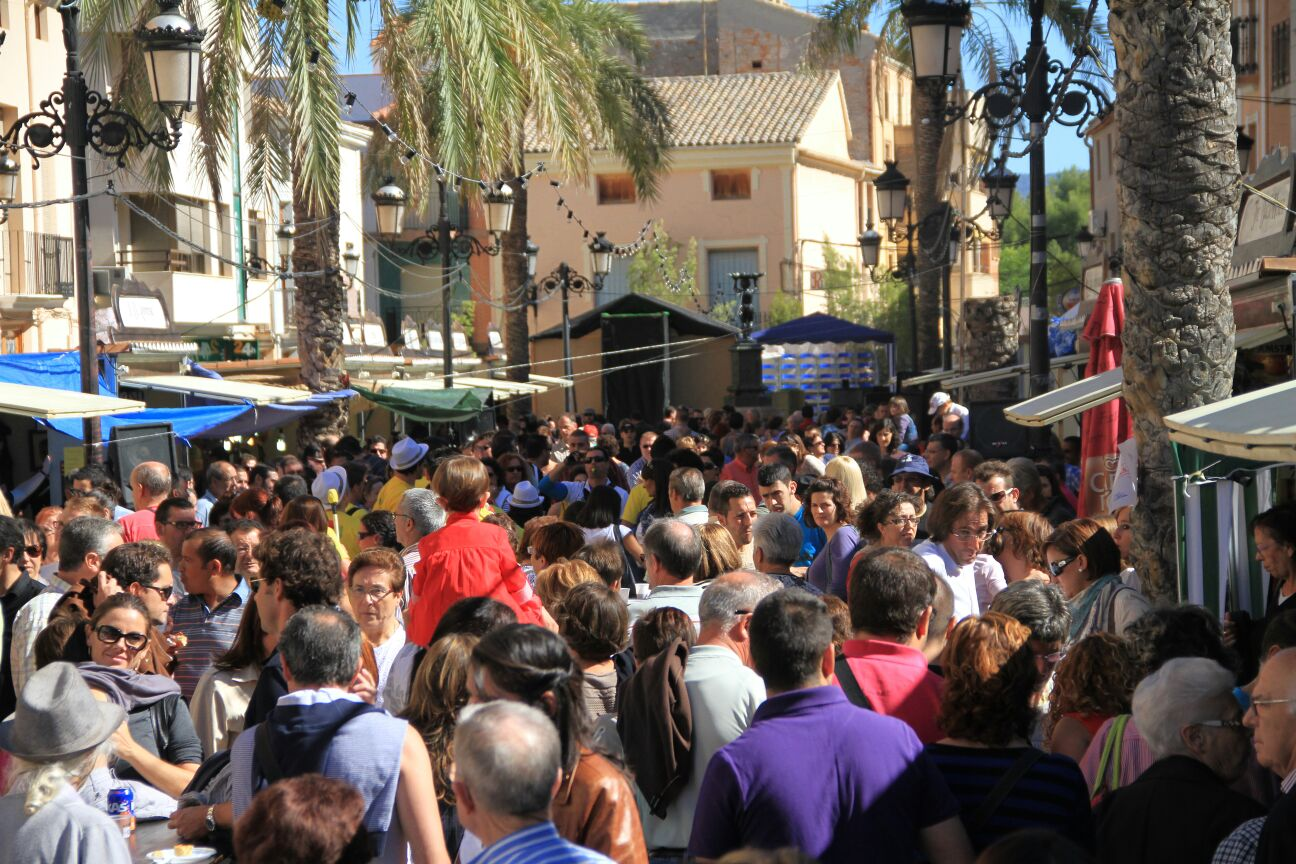
El Primer Corte de la Miel - Degustación y Colmena

El Primer Corte de la Miel es una feria gastronómica que se celebra en la localidad española de Ayora. El 30 de mayo de 2016 apareció publicada en el Diario Oficial de la Comunidad Valenciana la resolución del 29 de marzo de 2016 por la cual la Presidencia de la Generalidad  otorgaba la declaración de Fiesta de Interés Turístico Autonómico de la Comunitat Valenciana a la fiesta de El Primer Corte de la Miel de Ayora.

## Descripción

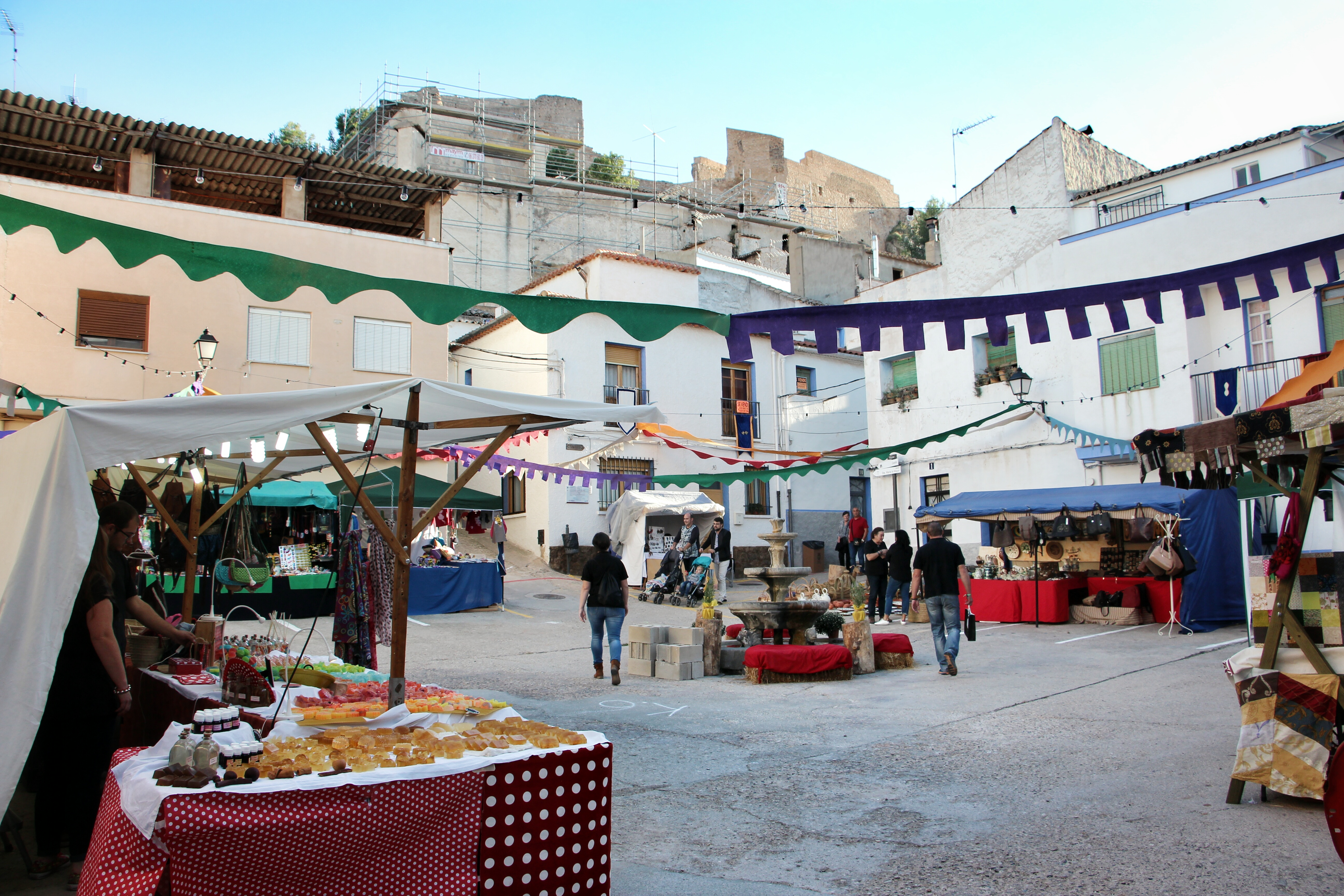
Primer Corte de la Miel - Mercado de los artesanos

El evento tiene lugar el fin de semana más cercano al 12 de octubre y durante cuatro días se organizan distintas actividades como actuaciones musicales, muestra de trabajos artesanales o degustación de productos típicos, especialmente la miel de Ayora.
En la zona dedicada a la apicultura diferentes expositores de productores locales de miel exponen variedades de la miel y productos derivados como propóleos, jalea real, dulces o cosmética. Además, en una gran urna de cristal con colmenas, los apicultores entran y muestran sus trabajos habituales, desde la instalación de una colmena hasta el momento de extracción de la miel, que posteriormente se da a degustar al público.

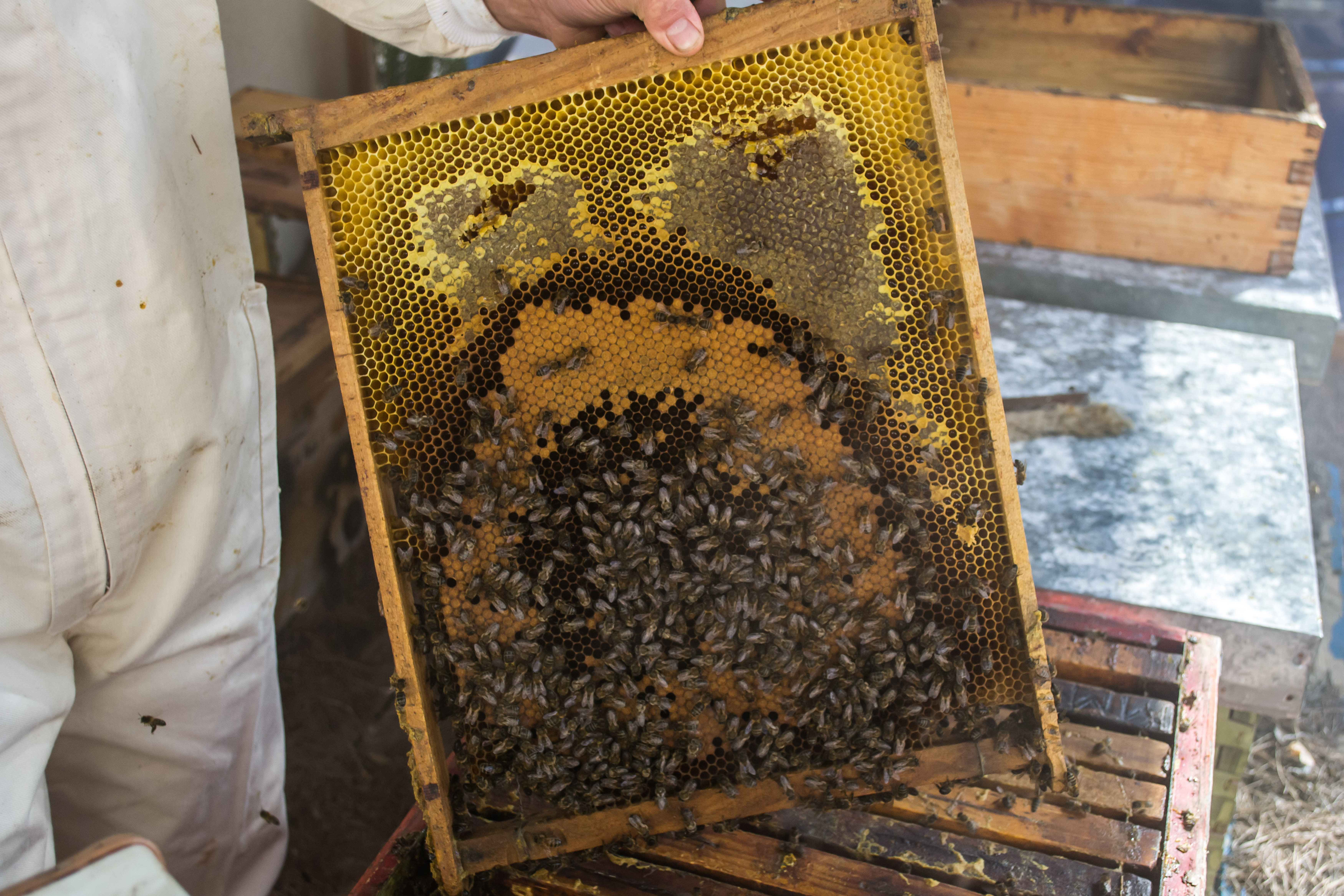
Corte de un panal

La miel es una de las principales actividades económicas de la zona de Ayora por lo que la feria, además de poner en valor este recurso, sirve de punto de encuentro entre apicultores, empresas del sector y público. Ayora destaca como centro de distribución de miel en Europa y su cooperativa es una de las más grandes del sector. Además de la oferta gastronómica, se organizan visitas culturales a los monumentos de la localidad o fuera de ella.